# Avia Solutions Group
Avia Solutions Group – Irlandzka globalna grupa biznesowa z branży lotniczej, posiadająca prawie 100 biur i stacji produkcyjnych na całym świecie. Avia Solutions Group ma siedzibę w Dublin (Irlandia) i zatrudnia większość swoich pracowników w Wilnie (Litwa). 

## Historia

### Pre-historia
Historia Avia Solutions Group rozpoczęła się w 2005 roku, kiedy litewskie Linie Lotnicze, narodowe linie lotnicze Litwa, zostały sprywatyzowane. Zarządzanie inwestycjami LAL nabyło 100% udziałów linii lotniczej za 7,53 mln euro. Linia lotnicza została przemianowana i wydzielono kilka firm, w tym Baltic Ground Services (Obsługa naziemna), FL Technics (konserwacja, naprawa i operacje lotnicze) oraz Bilietų Pardavimo Centras (biuro podróży). W 2005 roku powstała firma FL Technics. Firma otworzyła swój pierwszy hangar na międzynarodowym lotnisku w Wilnie. W listopadzie 2006 roku powstała Baltic Aviation Academy (obecnie znana jako BAA Training). Firma szkoli specjalistów FTO (Organizacja Szkolenia Lotniczego) i TRTO (Organizacja Szkolenia Ratingowego). W 2007 roku firma JetMS została założona pod nazwą FL Technics Jets. W 2007 r. powstało Aviation Asset Management (obecnie znane jako AviaAM Leasing). W 2008 roku powstała czarterowa linia lotnicza Small Planet Airlines.

### Fundacja
Historia Avia Solutions Group rozpoczęła się w 2005 roku, kiedy litewskie Linie Lotnicze, narodowe linie lotnicze Litwy, zostały sprywatyzowane. LAL investicijų valdymas nabyła 100% udziałów linii lotniczej za 7,53 mln euro. Linia lotnicza została przemianowana na FlyLAL i wydzielono kilka firm, w tym Baltic Ground Services (obsługa naziemna), FL Technics (konserwacja, naprawa i operacje lotnicze) oraz Bilietų Pardavimo Centras (biuro podróży). W 2008 roku FlyLAL złożył pozew przeciwko łotewskiemu przewoźnikowi Air Baltic, oskarżając linie lotnicze o dumping cenowy. W 2009 roku FlyLAL został zmuszony do ogłoszenia bankructwa z około 29 milionami euro zadłużenia po tym, jak rząd odmówił ratowania firmy, a potencjalna transakcja wykupu nie powiodła się. W 2014 roku Trybunał Sprawiedliwości Unii Europejskiej zezwolił na aresztowanie majątku airBaltic i międzynarodowego portu lotniczego w Rydze w celu zabezpieczenia postępowania głównego, dochodzenia naprawienia szkody wynikłej z domniemanych naruszeń unijnego prawa konkurencji w pozwie FlyLAL przeciwko airBaltic o dumping cenowy.

### Ekspansja
Początkowo Avia Solutions Group obejmowała trzy obszary działalności lotniczej, w tym obsługę naziemną (Baltic Ground Services), obsługę techniczną samolotów (FL Technics) oraz usługi turystyczne (Bilietu Pardavimo Centras).
W grudniu 2005 r. Bilietų Pardavimo Centras została członkiem IATA, aw listopadzie 2006 r. zmieniła nazwę na BPC Travel (skrót od Best Price for Consumers Travel), aby lepiej odzwierciedlać jej filozofię biznesową. BPC Travel opuścił Avia Solutions Group w 2010 roku.
W lipcu 2006 r. Baltic Ground Services została sprzedana UAB Finansų spektro investicija. Firma została odkupiona przez Avia Solutions Group od firmy inwestycyjnej Invalda w listopadzie 2008 roku. W tym samym roku Baltic Ground Services została pierwszą firmą w Europie i dziesiątą na świecie, która otrzymała certyfikat IATA Safety Audit for Ground Operations (ISAGO). W styczniu 2015 r. Baltic Ground Services dołączył do Rady Obsługi Naziemnej IATA (IGHC).
W listopadzie 2006 roku na bazie ośrodka szkoleniowego FlyLAL powstała Baltic Aviation Academy (pierwotnie FlyLAL Training). Firma zapewnia uprawnienia na typ FTO (Flight Training Organization) i TRTO (Type Rating Training Organization) dla 10+ typów samolotów i obsługuje pełne symulatory lotu dla Airbusa A320 i innych samolotów.
W 2007 roku grupa utworzyła Aviation Asset Management (obecnie AviaAM Leasing). W czerwcu 2008 roku podpisał swoją pierwszą umowę dzierżawy z podmiotem zewnętrznym z kazachskim SCAT Airlines. AviaAM Leasing opuścił grupę w 2010 roku. W 2013 AviaAM Leasing zadebiutował na giełdzie i jest notowany na GPW.
W 2008 roku Avia Solutions Group oddzieliła swoją działalność związaną z lotami czarterowymi od FlyLAL i założyła linię czarterową. W lipcu 2010 roku przeszła gruntowną zmianę marki i stała się Small Planet Airlines. W marcu 2013 r. Avia Solutions Group sprzedała 99,5% udziałów Small Planet Airlines UAB (Litwa) oraz Small Planet Airlines Sp. Z o.o. (Polska) do grupy inwestycyjnej kierowanej przez zespół zarządzający przewoźnika.
W 2010 roku FL Technics uzyskała certyfikat obsługi bazowej Boeinga 737 NG. W październiku 2011 Boeing wybrał FL Technics na swojego partnera GoldCare. W 2014 roku FL Technics zainwestowała 4 miliony dolarów w nowy, zaawansowany technologicznie hangar MRO w Kownie. W 2014 r. firma uruchomiła Online Training™, zdalny program szkoleniowy zgodny z EASA Part-147, oparty na ulepszonych wizualnie materiałach dostępnych online.
W 2010 roku Avia Solutions Group utworzyła spółkę informatyczną, która stworzyła własną platformę do handlu usługami inwentaryzacyjnymi i serwisowymi samolotów. W 2014 Locatory.com uruchomiło Amber AI, narzędzie sztucznej inteligencji, które przekształca zapytania dotyczące części wiadomości e-mail w wyszukiwania.
W 2011 roku Avia Solutions Group uruchomiła AviationCV.com, globalnego dostawcę specjalistów ds. pracy w lotnictwie, pozyskujących rozwiązania dla linii lotniczych, dostawców MRO i innych firm branżowych.
W 2011 roku Avia Solutions Group była notowana na Giełdzie Papierów Wartościowych w Warszawie (GPW).
W 2011 roku firma FL Technics Groups zajmująca się obsługą MRO nabyła 100% brytyjskiego dostawcy usług utrzymania linii Storm Aviation.
W 2013 roku Avia Solutions Group nabyła firmę Helisota, międzynarodowego dostawcę usług MRO dla lotnictwa wiropłatowego, który świadczy usługi dla samolotów Mi i Robinson.
W 2013 r. Avia Solutions Group uruchomiła własny prywatny przewoźnik czarterowy KlasJet. Przewoźnik ma siedzibę w Wilnie na Litwie i obsługuje loty w Europie, WNP i innych regionach.
W 2014 r. firma BAA Training uruchomiła firmę MOMook, twórcę oprogramowania do szkoleń lotniczych.
W 2015 r. Avia Solutions Group uruchomiła litewskiego touroperatora Kidy Tour (obecnie Tiketa Tour), a także dostawcę inspekcji infrastruktury opartej na UAV Laserpas. Firma sprzedała swoje udziały kierownictwu Laserpas w sierpniu 2018 r.
W 2016 roku kontrolowany przez Grupę Ramport Aero otworzył Międzynarodowy Port Lotniczy Żukowski (IATA:ZIA) niedaleko Moskwa w Rosji. Grupa zbyła Ramport Aero w październiku 2018 r. Później w tym samym roku Avia Solutions Group uruchomiła centrum rozwoju kompetencji Emblick, przejęła estońskiego touroperatora GoAdventure EE. Spółka zależna Grupy w Indonezji otworzyła również nowe centrum MRO w Dżakarcie.
W 2018 roku, spółka córka Avia Solutions Group, BAA Training ogłosiła utworzenie nowej firmy w Wietnamie – BAA Training Vietnam.
W sierpniu 2018 r. FL Technics Indonesia otrzymało certyfikat Part-145 od Federalnego Urzędu Lotnictwa.
W październiku 2018 r. Avia Solutions Group sprzedała udziały Ramport Aero.
W październiku 2018 r. FL Technics utworzyło spółkę joint venture w Harbin (Chiny) z Aircraft Recycling International Limited w celu świadczenia usług MRO.
W październiku 2018 r. BAA Training zainstalowała 2 nowe pełne symulatory lotu w Wilnie (Litwa) i otworzyła bazę szkoleniową na międzynarodowym lotnisku Lleida-Alguaire (Hiszpania). BAA Training podpisało protokół ustaleń z Henan Civil Aviation Development and Investment Company (HNCA) w celu założenia firmy szkoleniowej w zakresie lotnictwa Joint Venture w Henan w Chinach.
W październiku 2018 r. Baltic Ground Services utworzył nową spółkę transportu kolejowego – Baltic Ground Services Rail na Ukrainie.
20 listopada 2018 r. Avia Solutions Group została wycofana z Giełdy Papierów Wartościowych w Warszawie.
W grudniu 2018 r. Baltic Ground Services (BGS) ogłosił przejęcie firmy zajmującej się obsługą naziemną w Niemczech.
W październiku 2019 r. Avia Solutions Group przejęła brytyjskiego specjalistę od czarterów lotniczych Chapman Freeborn.
24 stycznia 2020 r. Avia Solutions Group podpisała umowę z BB Holding EHF na pełne przejęcie islandzkiego dostawcy usług frachtu lotniczego Bluebird Nordic.
W lutym 2020 FL Technics przejęło włoskiego dostawcę usług utrzymania linii Flash Line Maintenance S.r.l.
14 lutego 2020 r. Avia Solutions Group podpisała umowę nabycia skandynawskiej firmy obsługi naziemnej – Aviator.
W kwietniu 2020 r. Avia Solutions Group dołączyła do Amerykańskiej Izby Handlowej na.
18 czerwca 2020 r. Chapman Freeborn przejął Arcus Air Logistics.
W lipcu 2020 r. spółka zależna Avia Solutions Group Jet Maintenance Solutions utworzyła JetMS Regional.
W listopadzie 2020 roku touroperator Kidy Tour został przemianowany na Tiketa Tour.
W grudniu 2020 r. spółka zależna Avia Solutions Group FL Technics przejęła kanadyjską firmę MRO Wright International.
W lutym 2021 r. rozpoczęła działalność spółka zależna Avia Solutions Group, BAA Training Spain.
W marcu 2021 r. spółka zależna Avia Solutions Group Jet Maintenance Solutions, specjalizująca się w konserwacji, naprawach i przeglądach samolotów prywatnych i biznesowych, przejęła londyńską grupę RAS, w skład której wchodzą Ras Completions Limited i RAS Interiors Limited.
W kwietniu 2021 r. spółka zależna Avia Solutions Group FL Technics uruchomiła pełnowymiarową usługę FL Technics Logistics Solutions.
W maju 2021 r. BAA Training utworzyła organizację MRO Avia Repair Co na międzynarodowym lotnisku Lleida-Alguaire w Hiszpania.
W sierpniu 2021 r. spółka zależna FL Technics Storm Aviation nabyła Chevron Technical Services z siedzibą w Manchesterze.
We wrześniu 2021 r. Avia Solutions Group ogłosiła nawiązanie strategicznego partnerstwa z Certares Management LLC poprzez 300 milionów inwestycji.
W październiku 2021 r. Avia Solutions Group przejęła Biggin Hill Hangar Company Limited, właściciela hangaru 510, centrum operacyjnego Fixed Base Operations (FBO) oraz Maintenance Repair & Overhaul (MRO) na lotnisku London Biggin Hill.
W czerwcu 2022 roku Avia Solutions Group otworzyła dolinę innowacji lotniczych „AeroCity Tech Valley” w Wilnie na Litwie.
W sierpniu 2022 roku, poprzez swoją spółkę zależną BBN Cargo Airlines, Avia Solutions Group utworzyła nowe cargo linie lotnicze BBN Airlines Indonesia z siedzibą w Dżakarcie.
W lutym 2023 r. spółka zależna Grupy KlasJet rozpoczyna działalność ACMI i dodaje do swojej floty 8 samolotów Boeing 737-800. Jest trzecią marką w Grupie oferującą usługę ACMI, obok SmartLynx Airlines i Avion Express.
W marcu 2023 roku Avia Solutions Group przeniosła swoją siedzibę z Cypru do Irlandii.

## Nagrody
W 2011 roku Avia Solutions Group została uznana za jednego z najlepszych debiutantów na GPW. W 2011 roku Avia Solutions Group otrzymała nagrodę publiczną „Złoty Rydwan” za wybitne osiągnięcia w branży transportu międzynarodowego w Rosja.
W 2012 roku Linas Dovydenas, dyrektor generalny Avia Solutions Group, został wyróżniony tytułem dyrektora generalnego roku przez czytelników portalu z wiadomościami biznesowymi i gazety „Verslo žinios”.
W 2012 roku Gediminas Ziemelis, prezes Avia Solutions Group, został wybrany przez Aviation Week & Space Technology wśród 40 najbardziej utalentowanych młodych liderów w branży lotniczej.
W 2014 roku Gediminas Ziemelis, prezes zarządu Avia Solutions Group, Anatolij Legenzov, dyrektor generalny Helisota i Tomas Vaisvila, dyrektor generalny Ramport Aero, zostali umieszczeni na liście Top 40 młodych liderów do 40 lat w ramach Aviation Weeks. Gediminas Ziemelis stał się jedyną osobą, która została uwzględniona dwa razy z rzędu, po raz pierwszy powtórnie pojawił się w 2012 roku.
W czerwcu 2016 roku Avia Solutions Group otrzymała nagrodę National Public Champion i znalazła się wśród 10 najlepszych europejskich firm w kategorii RSM Entrepreneur of the Year podczas European Business Awards. W tym samym roku Ramport Aero otrzymał nagrodę za najlepszy projekt inwestycyjny za pomyślne uruchomienie międzynarodowego lotniska Żukowskiego.
Avia Solutions Group została nazwana Eksporterem Roku 2018 przez Litewską Konfederację Przemysłowców.

## Ład korporacyjny

### Komisja
Zarząd liczy 6 członków. Gediminas Ziemelis, prezes zarządu i 5 członków – Jonas Janukenas, dyrektor generalny Avia Solutions Group, Zilvinas Lapinskas, dyrektor generalny FL Technics, Linas Dovydenas, Dyrektor Handlowy Avia Solutions Group, Tom Klein i Pascal Picano, członek zarządu Avia Grupa rozwiązań.

### Akcjonariusze
Od grudnia 2022 r. akcje Grupy są podzielone w następujących proporcjach. 
| Akcjonariusz                                                       | Liczba akcji | % Udział |
| ------------------------------------------------------------------ | ------------ | -------- |
| Vertas Management AB (UBO Mr Gediminas Ziemelis)                   | 61,500       | 0,08     |
| Vertas Aircraft Leasing Limited (UBO Mr Gediminas Ziemelis)        | 17,078,622   | 21,96    |
| Vertas Cyprus LTD (UBO Mr Gedminas Ziemelis)                       | 2,780,272    | 3,57     |
| FZE Procyone (UBO Gediminas Ziemielis)                             | 37,702,469   | 48,47    |
| Indeco: Investment and Development UAB (UBO Mr Vaidas Barakauskas) | 734,163      | 0,94     |
| Mesotania Holdings Ltd. (UBO Mr Vaidas Barakauskas)                | 11,416,335   | 14,68    |
| Kierownictwo grupy                                                 | 4,232,860    | 5,44     |
| Inni akcjonariusze                                                 | 3,771,556    | 4,85     |
| Całkowita liczba akcji                                             | 77,777,777   | 100      |

## Struktura

### Obecne firmy
Avia Solutions Group posiada biura na Litwie, Cyprze, w Irlandii, Stanach Zjednoczonych, Wielkiej Brytanii, Serbii, Estonii, Rosji, Tajlandii, Indonezji i Chinach. Od lipca 2021 r. Avia Solutions Group kontroluje następujące spółki:
- FL Technics, FL Technics Indonesia, FL ARI, Flash Line Maintenance, Storm Aviation Ltd, Enginestands.com, JetMS, Helisota, FL Technics Engine Services, Wright International, RAS Group, Chevron Technical Services – dostawcy usług serwisowych i naprawczych samolotów lotnictwa komercyjnego i biznesowego, jak również helikoptery;
- BAA Training, BAA Training Spain, BAA Training Vietnam, BAA Training China, BGS Training, FL Technics Online Training, AeroTime Recruitment – dostawcy szkoleń lotniczych;
- Avia Solutions Group Consulting – usługi doradztwa lotniczego;
- AviaAM Leasing, AviaAM Leasing China – dostawcy usług leasingu i handlu samolotami;
- Chapman Freeborn, Intradco Global, Arcus Air Logistic, Arcus OBC, Skyllence – dostawcy usług brokerów czarterowych;
- Chapman Freeborn OBC, Arcus Air Logistic, Arcus OBC – dostawcy usług logistycznych krytycznych czasowo;
- Avion Express, SmartLynx Airlines – dostawcy usług leasingowych ACMI;
- Baltic Ground Services, Aviator – dostawca obsługi naziemnej i tankowania;
- BGS Rail – kolejowy transport towarowy;
- Sky Knights, Chapman Freeborn – operatorzy lotów i dostawcy usług dyspozytorskich;
- Busnex – dostawca rozwiązań dla transportu publicznego;
- Digital Aero Technologies, Aeroclass, Locatory.com, Sensus Aero, MOMook, Nordic Dino, FL Technics Online Training, AeroTime Hub, Air Convention Digital Week, Enginestands.com, EVMOTORS.EU – platformy internetowe, e-learning, rynki;
- KlasJet – przewoźnik czarterowy lotnictwa biznesowego i manager odrzutowców biznesowych;
- AeroTime Hub, AIR Convention, Seven Live – Aviation Media and Events;
- Magma Aviation, Bluebird Nordic, SmartLynx, Arcus Air Logistic, Arcus OBC – dostawcy usług frachtu lotniczego;
- Tiketa Tour, Loop Hotel – operatorzy wycieczek i hoteli.

### Poprzednie firmy
Firmy wchodzące w skład Avia Solutions Group:
- FlyLaL – narodowa linia lotnicza Litwy (w upadłości);
- BPC Travel – biuro podróży (wydzielone);
- Terminal pasażerski UAB – firma budowlana wybuduje nowy terminal pasażerski na lotnisku w Wilnie (opuszczony)[78];
- Small Planet Airlines – czarterowe linie lotnicze (sprzedane);
- Laserpas – dostawca inspekcji infrastruktury lotniczej przez UAV (sprzedane);
- BGS Poland – dostawca usług obsługi naziemnej (sprzedany).